# 东雅加达行政市
东雅加达行政市，当地华人常称之为雅加达东区或雅京东区，是印度尼西亚雅加达特区下属五个行政市之一，辖区位于雅加达特区的东南部，2010年统计共有2,687,027人，是雅加达人口最多的行政市。
东雅加达行政市从北顺时针依次与北雅加达行政市、西爪哇省的勿加泗市、德波市、雅加达特区的南雅加达行政市和中雅加达行政市接壤。
行政市的市长办公室位于干冬墟鎮内。

## 经济
航星航空的总部设在东雅加达行政市。
在过去，东雅加达境内曾有23家糖厂，大部分在1914年开业并在1997年的经融危机中倒闭，如Setu、Jatiwarna、Ceger、Kalijereng、Pedongkelan、Palsigunung、Klender、Pondokjati和Cibubur等厂家。
东雅加达第一家糖厂是1905年开业的Klender（荷兰语：Suikerfabriek Klender）。

## 行政区划
东雅加达行政市下辖10个镇（Kecamatan）：
- 马特拉曼镇（英语：Matraman）
- 布洛加东镇（英语：Pulo Gadung）
- 干冬墟镇（英语：Jatinegara）
- 杜冷-沙维特镇（英语：Duren Sawit）
- 克拉玛查迪镇（英语：Kramat Jati）
- 马卡萨镇
- 巴剎勒波镇（英语：Pasar Rebo）
- 芝拉查斯镇（英语：Ciracas）
- 芝巴蓉镇（英语：Cipayung）
- 查贡区（英语：Cakung）

## 交通
- 哈利姆·珀达纳库苏马国际机场位于东雅加达行政市境内，作为雅加达的第二机场缓解苏加诺-哈达国际机场的拥堵状态，有飞往印尼各大城市的航班，主要航空公司是巴泽航空和连城航空。[4]
- 印尼政府正在计划修建一条机场快速铁路连接哈利姆机场和苏哈机场，2013年12月进行了可行性研究。此外，雅加达政府计划拓展到哈利姆机场的道路，以缓解查旺（英语：Cawang, Kramat Jati, East Jakarta）附近地区拥堵的交通。[5]
- 甘榜兰布丹客运站（英语：Ciracas）（Kampung Rambutan）有省际和跨城客车发往雅京以外地区。
- 布罗格榜客运站（Pulogebang）于2012年6月3日启用，有省际和跨城客车发往雅京以外地区。[6]

## 资料来源
1. 1 2 3   (PDF). www.kemendagri.go.id. MENTERI DALAM NEGERI REPUBLIK INDONESIA.   [2017-08-04]. （原始内容 (PDF)存档于2016-11-19）.
2. ↑   [雅加达首都特区东雅加达市行政区划图] (地图). 1:40,000. DesignMap. 2013. （原始内容存档于2017-11-09） （印度尼西亚语）.
3. ↑  "Contact Us （页面存档备份，存于）." () Aviastar. Retrieved on May 10, 2012. "Puri Sentra Niaga Blok B No. 29 Jalan Raya Kalimalang Jakarta Timur 13620 Indonesia"
4. ↑  "Soekarno-Hatta must be expanded to meet passenger demand" ( （页面存档备份，存于）). The Jakarta Post. Wednesday September 1, 2010. Retrieved on September 16, 2010. "Starting operation in 1985, Soekarno-Hatta airport replaced Kemayoran airport in Central Jakarta and Halim Perdanakusuma airport in East Jakarta"
5. ↑  .   [2014-01-13]. （原始内容存档于2014-01-16）.
6. ↑  . 2012-06-22  [2017-11-08]. （原始内容存档于2012-06-24）.